# Sugarasteknős
A sugarasteknős (Astrochelys radiata) a hüllők (Reptilia) osztályába, a teknősök (Testudines) rendjébe, ezen belül a szárazföldi teknősfélék (Testudinidae) családjába tartozó faj.

## Rendszertani helyzete
Közeli rokonfaja az angonoka teknős vagy ekevasteknős (Astrochelys yniphora). A két fajt hosszú kutatás után 2007-ben helyezték vissza az Astrochelys nembe, ahová korábban tartoztak. Sokáig a közeli rokon Geochelone nembe sorolták mindkét fajt.

## Elterjedése, élőhelye
Madagaszkár területén honos. A sziget déli és délnyugati részén levő száraz, tövises bozótosok lakója. Bokros területeken is előfordul, sőt a kiirtott erdők helyén felnövekvő fügekaktuszbozótosokban (Opuntia) is megtalálható.
Mivel közkedvelt háziállat, Madagaszkáron sokfelé tartják fogságban is. Ilyen egyedek élnek Mauritius és Réunion szigetén is. Általában baromfiakkal, csirkékkel és kacsákkal tartják együtt, mert az őslakók hite szerint megvédi a jószágokat a betegségekkel szemben.
Fogságból szökött állatok Madagaszkár szigetén többfelé megtelepedtek és ahol kellő számban gyűltek össze, ott populációt is alkothatnak.

## Megjelenése
A testhossza átlagosan 40 centiméter. A hímek nagyobbra nőnek, mint a nőstények. A hím egyedek elérhetik a 20 kilogrammos súlyt is, a nőstények legfeljebb 15 kilogrammosra nőnek meg.
Fő jellegzetessége, melyről a nevét is kapta, a sötét színű páncélját díszítő, kívülről befelé futó, sárgásbarna színű csíkok. Ettől olyannak tűnik a páncélja, mintha sugarasan fel lenne osztva.

## Életmódja
Szinte kizárólag növényevő faj. Táplálékának 80-90%-a füvekből áll. Kiegészítésképp szukkulens növényeket és gyümölcsöket is fogyaszt.

## Szaporodása
A szaporodási időszakban a nőstény 2-12 tojást rak le a homokos talajba.

## Természetvédelmi helyzete
Az élőhelyéül szolgáló erdők kiirtása (termőföld nyerés miatt, a faanyagért és faszén előállítás miatt), a vadászat és a külföldre díszállatkéni értékesítés miatti befogások miatt állományai nagyon lecsökkentek. Mindezek miatt a Természetvédelmi Világszövetség a Vörös Listán a "kihalástól közvetlenül veszélyeztetett" kategóriába sorolta a fajt.

## Képek

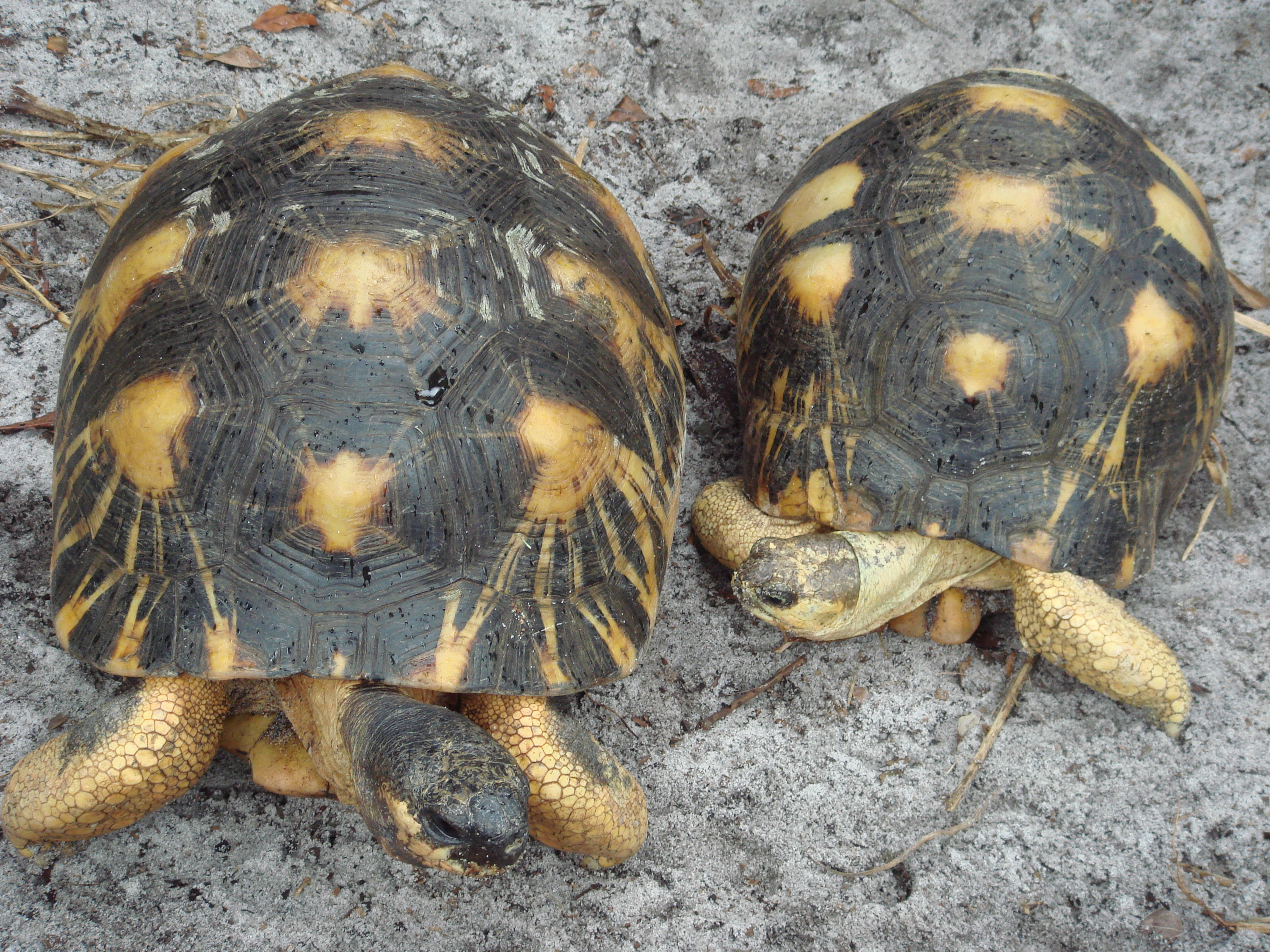
Sugaras teknős pár. A nagyobb egyed a hím
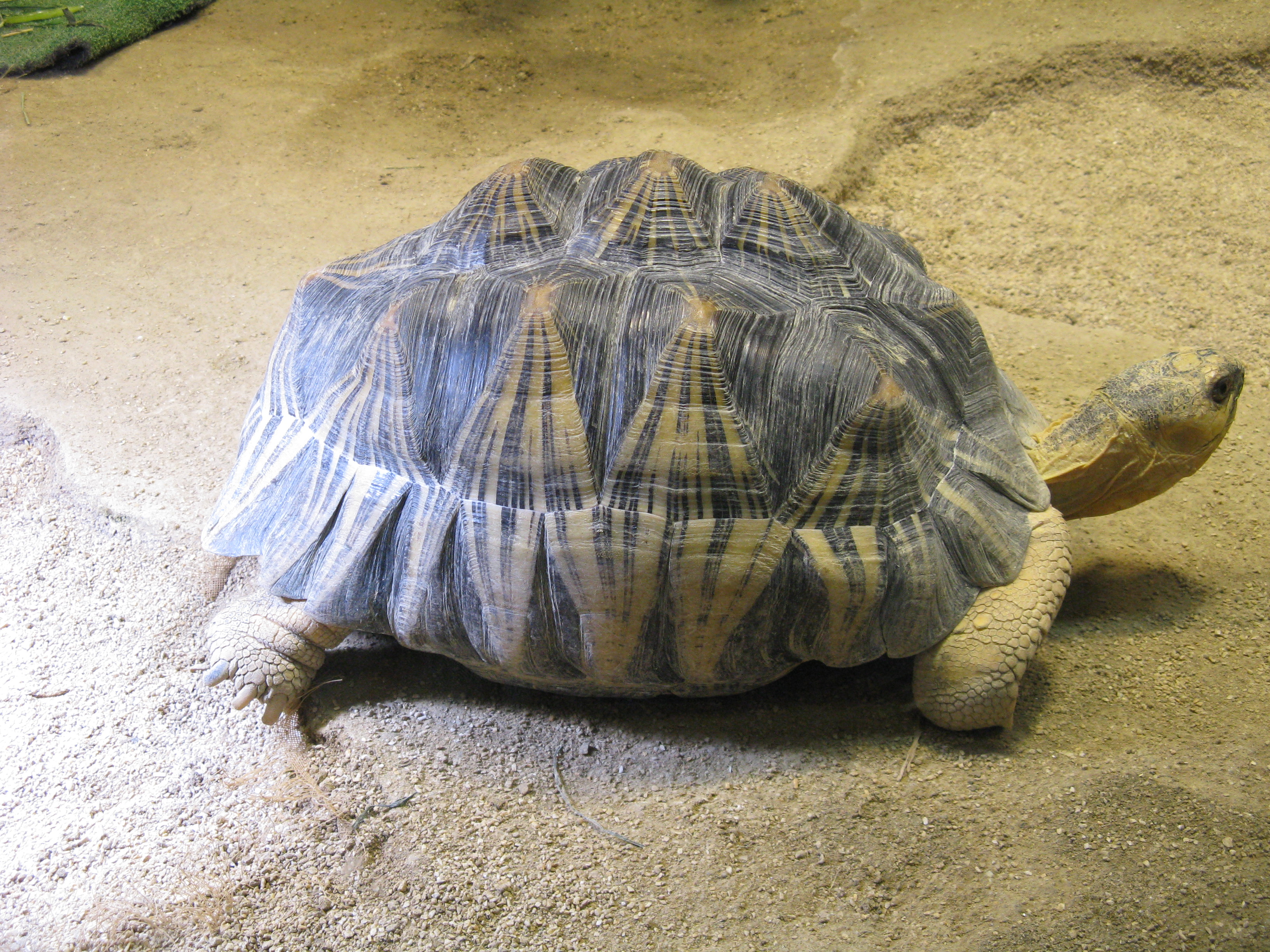
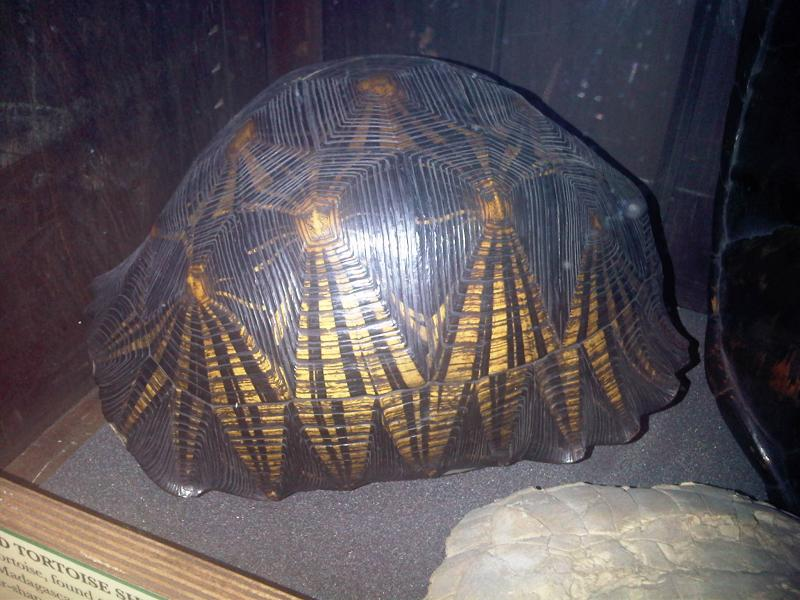
A teknője